# عقيدة بريجنيف
العقيدة البريجنيفية هي سياسة خارجية سوفيتية تنص على أن أي تهديد لحكم الاشتراكية في أي دولة من دول الكتلة السوفيتية في وسط وشرق أوروبا هو تهديد لجميع تلك الدول، وبالتالي، بررت تدخل الدول الاشتراكية الزميلة في حال حدوث مشكلة في واحدة منها. أُنشئت بهدف تبرير الاحتلال الذي قاده الاتحاد السوفيتي ضد تشيكوسلوفاكيا في وقت سابق من عام 1968، مع الإطاحة بالحكومة الإصلاحية هناك. أُشير إلى الاشتراكية في إطار سيطرة الأحزاب الشيوعية الموالية للكرملين. رفض ميخائيل غورباتشوف زعيم الاتحاد السوفيتي هذه العقيدة في أواخر ثمانينيات القرن العشرين، عندما قبل الكرملين الإطاحة السلمية بحكم الاتحاد السوفيتي في جميع دولها الفرعية في شرق أوروبا. جرى توضيح السياسة لأول مرة وبشكل أوضح في مقال كتبه سيرجي كوفاليف ونشره في صحيفة «برافدا» في 26 أغسطس 1968 بعنوان «السيادة والالتزامات الدولية للدول الاشتراكية». أكد ليونيد بريجنيف على ذلك في خطاب ألقاه في الكونغرس الخامس لحزب العمال الموحد البولندي في 13 نوفمبر 1968، فقال: «عندما تحاول القوى المعادية للشيوعية توجيه تطور بعض الدول الاشتراكية نحو الرأسمالية، فإنها تصبح مشكلة لا تخص البلد المعني فقط، بل مشكلة مشتركة وقلقًا لجميع الدول الاشتراكية».
أُعلن عن هذه العقيدة لتبرير غزو تشيكوسلوفاكيا في أغسطس 1968 الذي أنهى فترة الربيع في براغ، بالإضافة إلى التدخلات العسكرية السوفيتية السابقة، مثل غزو المجر في عام 1956. كانت هذه التدخلات تهدف إلى وضع حد لجهود التحرر والانتفاضات التي كان من الممكن أن تؤثر على هيمنة الاتحاد السوفيتي داخل الكتلة السوفيتية، والتي اعتبرها الاتحاد السوفيتي بمثابة واجب دفاعي واستراتيجي أمام أي تصاعد للتوتر مع حلف شمال الأطلسي. على أرض الواقع، كانت هذه السياسة تعني أنه لا يُسمح للأحزاب الشيوعية في دول الكتلة السوفيتية الفرعية سوى بالاستقلال المحدود وأن لا يُسمح لأحد بالتسبب في تعريض التماسك في الكتلة الشرقية لأي تهديد. فيما يتعلق بالعقيدة ضمنيًا، اعتبرت أن قيادة الاتحاد السوفيتي تحتفظ بالسلطة لتحديد معنى «الاشتراكية» و «الرأسمالية».
بعد إعلان عقيدة بريجنيف، جرى توقيع العديد من الاتفاقيات بين الاتحاد السوفيتي ودوله الفرعية لإعادة التأكيد على هذه النقاط وضمان التعاون بين الدول. كانت مبادئ هذه العقيدة واسعة جدًا لدرجة أن الاتحاد السوفيتي استخدمها مبررًا لتدخله العسكري في أفغانستان في عام 1979. انتهت عقيدة بريجنيف برد الاتحاد السوفيتي على أزمة بولندا في عامي 1980 و1981. رفض ميخائيل غورباتشوف استخدام القوة العسكرية عندما أجرت بولندا انتخابات حرة في عام 1989 وانتصر التضامن على حزب العمال الموحد البولندي. جرى استبدالها بما يسمى رسميًا بعقيدة سيناترا في عام 1989، مشيرة إلى أغنية فرانك سيناترا «طريقتي». رفضت القيادة التدخل في تحرير الدول الفرعية في شرق أوروبا ومظاهرة النزهة في عموم أوروبا التي أسفرت عن سقوط الستار الحديدي وانهيار كبير في الكتلة الشرقية.

## بداياتها

### الثورة المجرية عام 1956 والغزو السوفيتي
شهدت الفترة ما بين عامي 1953 و 1968 تجمعًا كبيرًا من الانقسام والإصلاح داخل الدول الفرعية للاتحاد السوفيتي. في عام 1953، توفي زعيم الاتحاد السوفيتي جوزيف ستالين، تلاه خطاب نيكيتا خروشوف السري في عام 1956 الذي أدى إلى إدانة ستالين. أسفرت هذه الإدانة للزعيم السابق عن قيام فترة في عصر الاتحاد السوفيتي عُرفت باسم «الإطاحة بستالين». ضمن إصلاحات هذه العملية، تولى إيمري ناغ منصب رئيس الوزراء الجديد في المجر خلفًا لماتياس راكوشي. انطلق ناغ في مسار إصلاحي فور توليه المنصب. جرى الحد من سلطة الشرطة، وتجزئة المزارع التي تعمل بالنظام الجماعي وإعادتها إلى الأفراد، وتغيير قطاع صناعة الطعام وإنتاجه، وزيادة التسامح الديني. كانت هذه الإصلاحات صدمة للحزب الشيوعي المجري. جرت الإطاحة بناغ بسرعة بقيادة راكوشي في عام 1955، وحجب سلطاته السياسية. بعد وقت قصير من هذه الانقلاب، وقع خروشوف إعلان بلغراد الذي أكد على وجود «مسارات منفصلة نحو الاشتراكية والتي يُسمح بها ضمن الكتلة السوفيتية». بينما كانت الآمال في الإصلاح الجاد انطفأت للتو في المجر، لم يستقبل الشعب الهنغاري هذا الإعلان بإيجابية. تصاعدت التوترات في المجر بسرعة مع قيام الاحتجاجات والمطالبات التي لا تطالب بانسحاب القوات السوفيتية فحسب، بل وبانسحاب المجر من معاهدة وارسو. في 23 أكتوبر، هبطت القوات السوفيتية في بودابست. استمرت عملية القمع الفوضوية والدموية للقوى الثورية من 24 أكتوبر حتى 7 نوفمبر، وانتهت بمقتل آلاف الهنغاريين وفرار العديد من البلاد. على الرغم من استعادة النظام، استمرت التوترات على كلا الجانبين من الصراع. عانى الهنغاريون من انتهاء الإصلاح، وأراد السوفيت تجنب حدوث أزمة مماثلة مرة أخرى في أي مكان في الكتلة السوفيتية.

## ربيع براغ عام 1968
بدأت تصورات الإصلاح بالنمو ببطء في تشيكوسلوفاكيا منذ أوائل ستينيات القرن العشرين ومنتصفها. مع ذلك، فور استقالة الرئيس أنتونين نوفوتني من رئاسة حزب الشيوعي التشيكوسلوفاكي في يناير 1968، بدأ ربيع براغ في التكون. حل ألكسندر دوبتشيك محل نوفوتني رئيسًا للحزب، وكانت القيادة السوفيتية في البداية تعتقد أنه موال للاتحاد. لم يمض وقت طويل حتى بدأ دوبتشيك في تنفيذ إصلاحات ليبرالية جادة. في محاولة لتأسيس ما سماه بـ «الاشتراكية المتطورة»، أجرى تغييرات في تشيكوسلوفاكيا لإنشاء نسخة أكثر حرية وليبرالية من الدولة الاشتراكية. جرى تحرير جوانب من اقتصاد السوق وتنفيذها، وتخفيف قيود السفر على المواطنين، وتخفيف الرقابة الحكومية، وتقليص سلطة الشرطة السرية، واتخاذ خطوات لتحسين العلاقات مع الغرب. مع تزايد الإصلاحات، تزايد قلق المسؤولين في الكرملين والذين كانوا يأملون في الحفاظ على سلطتهم في تشيكوسلوفاكيا فقط، وتجنب حدوث ثورة على غرار المجر مرة أخرى. اشتدت حالة الهلع في الاتحاد السوفيتي في مارس 1968 عندما اندلعت احتجاجات الطلاب في بولندا واستقال أنتونين نوفوتني من رئاسة تشيكوسلوفاكيا. في 21 مارس، أصدر يوري أندروبوف، رئيس جهاز الأمن القومي السوفيتي، بيانًا شديد اللهجة بشأن الإصلاحات التي تجري تحت إشراف دوبتشيك قال فيه «إن الأساليب المُتبعة في تشيكوسلوفاكيا تشبه تلك التي حدثت في هنغاريا. في إطار هذه الفوضى، يجب اتخاذ تدابير معينة. بدأ الأمر هكذا في المجر، ولكن بعد ذلك جاءت القيادات الأولى والثانية، وأخيرًا الاشتراكيون الديمقراطيون».
سعى ليونيد بريجنيف إلى الحصول على توضيح من دوبتشيك في 21 مارس، وذلك خلال اجتماع اللجنة المركزية، بشأن الوضع في تشيكوسلوفاكيا. بهدف تجنب مصير مماثل لإمري ناغ، طمأن دوبتشيك بريجنيف بأن الإصلاحات كانت تحت السيطرة تمامًا وليست على مسار مماثل لتلك التي شُهدت في المجر. على الرغم من تأكيدات دوبتشيك، كان حلفاء الاتحاد السوفيتي قلقين إزاء الإصلاحات التي تجري في دولة شرق أوروبية مجاورة. دعا الأمين الأول للحزب الشيوعي الأوكراني (الذي أُطيح به بعد استعادة استقلال أوكرانيا في عام 1991) إلى غزو فوري لتشيكوسلوفاكيا من أجل وقف مبدأ «الاشتراكية بوجه إنساني» الذي يروج دوبتشيك له ومنع انتشاره إلى جمهورية أوكرانيا السوفيتية الاشتراكية وإشعال الاضطرابات هناك. في 6 مايو، أدان بريجنيف دوبتشيك ونظامه، الذي أعلن أنه على بعد خطوة من «انهيار تام لمعاهدة وارسو». بعد ثلاثة أشهر من المفاوضات والاتفاقات والتوترات المتصاعدة بين موسكو وتشيكو سلوفاكيا، بدأ غزو الاتحاد السوفيتي في إطار معاهدة وارسو في ليلة 20 أغسطس 1968، والذي واجهه الهنغاريون بقلق ومعارضة شديدة لعدة أشهر حتى عام 1970.